# Kolonia Żuchowice
Kolonia Żuchowice – wieś w Polsce położona w województwie łódzkim, w powiecie piotrkowskim, w gminie Gorzkowice.
Do 2011 r. Żuchowice-Kolonia, do 2024 r. miejscowość była częścią wsi Żuchowice. W latach 1975–1998 miejscowość administracyjnie należała do województwa piotrkowskiego.